# Prusie
Prusie – wieś w Polsce położona w województwie podkarpackim, w powiecie lubaczowskim, w gminie Horyniec-Zdrój. 
Wieś starostwa niegrodowego lubaczowskiego na początku XVIII wieku
W latach 1975–1998 miejscowość administracyjnie należała do województwa przemyskiego.
Wierni Kościoła rzymskokatolickiego należą do parafii św. Józefa w Werchracie.

## Położenie
Wieś leży na Roztoczu Wschodnim, w Dolinie Górnej Raty, przy ślepej drodze prowadzącej z Werchraty ku granicy państwa i jest najdalej na wschód wysuniętym sołectwem województwa podkarpackiego. Obok Prusia  przebiega droga wojewódzka nr 867 Sieniawa-Hrebenne oraz linia kolejowa nr 101 Munina-Hrebenne, nie ma jednak tutaj przystanku.

## Historia
Prusie wspominał już Jan Długosz, pisząc o spotykanych tu skamieniałych drzewach; powtórna lokacja na prawie wołoskim miała miejsce pod koniec XV w. Wieś była własnością królewską i należała do starostwa lubaczowskiego. Przed wojną większość mieszkańców stanowili Ukraińcy, którzy zostali wysiedleni w ramach akcji "Wisła" w dniach 25 – 31 maja 1947 r.

## Zabytki
We wsi znajduje się zabytkowa drewniana greckokatolicka cerkiew Narodzenia Najświętszej Maryi Panny z 1887, pełniąca obecnie rolę kościoła filialnego rzymskokatolickiej parafii w Werchracie.

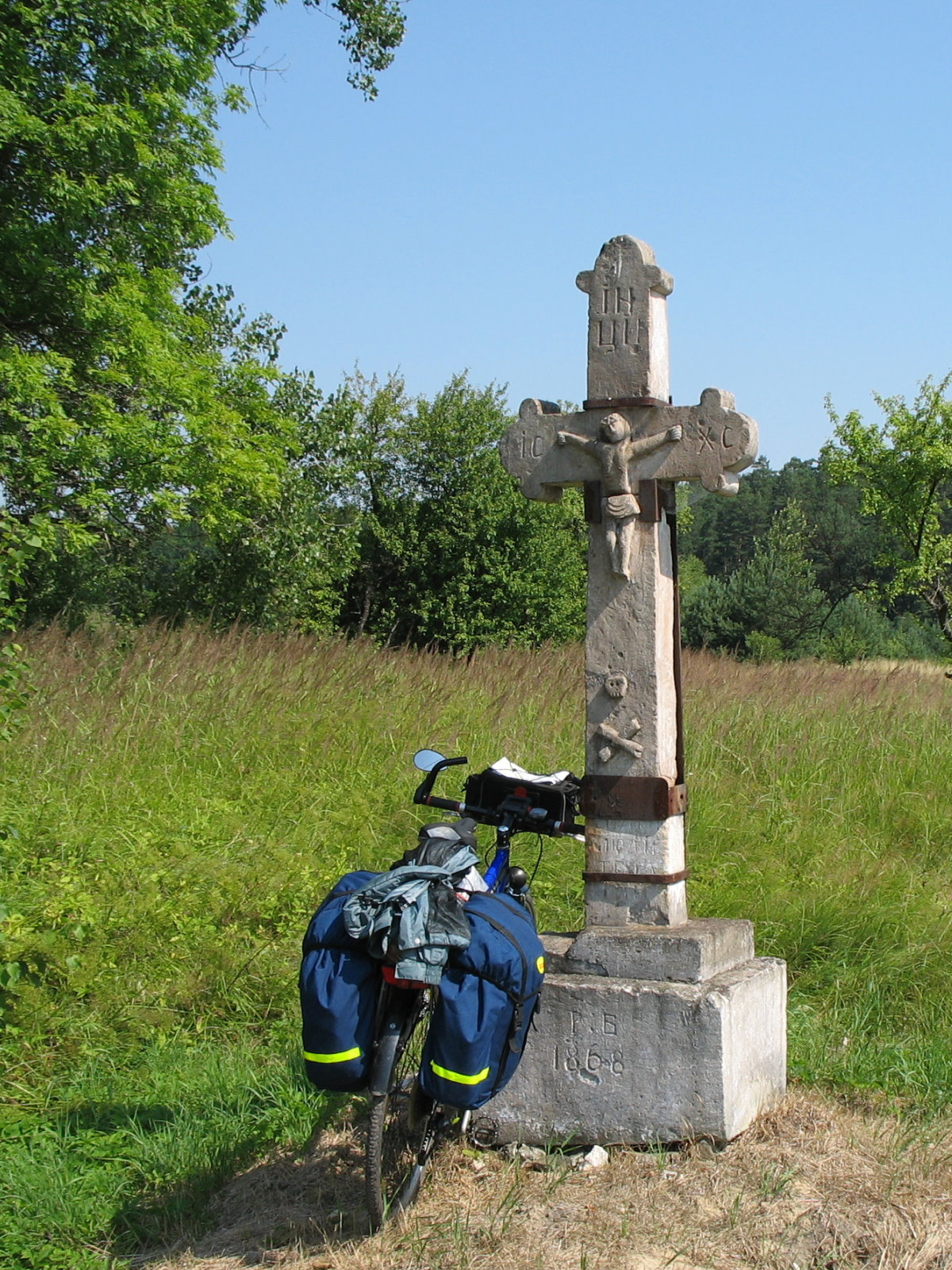
Krzyż bruśnieński

W 1897 r. Brat Albert Chmielowski otworzył tutaj wraz z zakonnicami pustelnię dla sióstr albertynek. Została ona przeniesiona ze Starego Brusna. W pustelni mieściła się niewielka kaplica. Siostry były w pustelni do 1914 r., po czym wyjechały do Krakowa. W miejscu pustelni znajduje się dzisiaj pamiątkowy obelisk, na skraju wsi, przy torach. Tabliczki przy pomniku informują: „W tym miejscu w latach 1897–1914 stała jedna z pierwszych pustelni Zgromadzenia Sióstr Albertynek, założonego przez bł. Brata Alberta, w celu niesienia pomocy ludziom ubogim, chorym i opuszczonym, nędzarzom w przytułkach. Pustelnia ta była miejscem wypoczynku dla sióstr podupadłych na zdrowiu i przemęczonych ciężką pracą w przytuliskach, które po wzmocnieniu sił fizycznych i duchowych szły do dalszej pracy”. W pustelni w Prusiu w 1898 r. swoją formację duchową przeszła wraz z innymi siostrami bł. Siostra Bernardyna Maria Jabłońska, urodzona w pobliskich Pizunach.